# Кутна Хора
Кутна Хора (на чешки: Kutná Hora; на средновековен чешки: Hory Kutné;на немски: Kuttenberg) е град и административен център на едноименния окръг на Среднобохемски край, Чехия. Разположен е на 60 km източно от Прага, на плато на 254 m над морското равнище.

## История
Градът е основан през първата половина на 13 век. Център на добива на сребро през Средновековието.
Богатството на кутнохорските мини, особено шахтата Осел, става основа на кралската власт в Бохемия и основен източник на средства за сградите на рода Люксембурги през 14 век. Кралете Карл IV И Вацлав IV полагат доста грижи за града, поддържат го при различни спорове, дори разкрасяват градските сгради. През втората половина на 14 век са построени „Св. Яков“ и още шест църкви, кметството и други сгради, а градът има крепостна стена с шест врати. Споменава се и за училище в града през 1363 г.

## Административно деление
1. Хлоушка
2. Канк
3. Карлов
4. Кутна Хора – вътрешен град
5. Малин
6. Нешкареднице
7. Перщейнец
8. Поличани
9. Седлец
10. Шипши
11. Връхлице
12. Жижков

## Забележителности
- Храм „Успение Богородично“
- Църква „Св. Варвара“
- Костница Седлец
- Църква „Св. Яков“
- Църква „Св. Ян Непомуцки“
- Църква на манастира Воршилек
- Йезуитски колеж
- Влашки (италиански) двор
- Марианска колона
- Замък

## Известни жители
- Карел Домин – ботаник, биолог
- Карел Боровски, политик, поет, публицист, журналист
- Микулаш Дачицки, писател
- Иржи Ортен, поет
- Габриела Прейсова, писателка
- Ондржей Птачек, майстор на камбани
- Йозеф Тил, писател и драматург
- Ян Воцел, археолог
- Ярослав Войта, актьор
- Рудолф Крупичка, поет и драматург
- Йозеф Браун, писател
- Феликс Йеневайн, художник.

## Побратимени градове
Кутна Хора е побратимен град с:
- Самоков, България
- Баменда, Камерун
- Егер, Унгария
- Фиденца, Италия
- Кремница, Словакия
- Рингстед, Дания
- Станфорд, Линкълншър, Великобритания
- Тарновске Гури, Полша
- Реймс, Франция

## Фотогалерия
- Поглед от църквата Св. Варвара
- Църква Св. Варвара
- Каменна сграда
- Полилей в Седлец
- Готическа църква в Седлец
- Влашки двор